# Thera cembrae
Thera cembrae là một loài bướm đêm trong họ Geometridae.